# Поппе, Герд
Герд По́ппе (нем. Gerd Poppe; 25 марта 1941, Росток — 29 марта 2025) — немецкий политик. Известен правозащитной деятельностью в ГДР. После демократических преобразований в ГДР занимал должность министра без портфеля ГДР, затем являлся деятелем партии «Союз 90/Зелёные» и стал первым уполномоченным Федерального правительства по политике в области прав человека и гуманитарной помощи.

## Биография
В 1959—1964 годах Поппе учился на физическом факультете Ростокского университета, в 1965—1976 годах работал физиком на заводе полупроводников в Штансдорфе. С 1968 года вращался в оппозиционных политических кругах, в 1975 году находился на срочной военной службе в стройбате. За участие в протестах против лишения гражданства ГДР Вольфа Бирмана получил отказ в приёме в Академию наук ГДР. До 1984 года работал машинистом в одном из берлинских плавательных бассейнов, затем до 1989 года занимал инженерскую должность в строительном бюро Диаконической службы.
В 1985—1986 годах Поппе вошёл в состав соучредителей общественной организации «Инициатива „Мир и права человека“». Являлся соиздателем и автором нескольких нелегальных самиздатовских публикаций. В 1989—1990 годах являлся пресс-секретарём и представителем «Инициативы» на заседаниях Центрального круглого стола. С февраля по апрель 1990 года занимал должность министра без портфеля ГДР, с марта по октябрь — заместителя председателя парламентской фракции «Союза 90» в Народной палате ГДР.
В 1990—1998 годах Поппе являлся депутатом бундестага и пресс-секретарём по внешнеполитическим вопросам группы депутатов и фракции «Союз 90/Зелёные». В 1998—2003 годах Герд Поппе занимал должность уполномоченного федерального правительства по вопросам политики в области прав человека и гуманитарной помощи. С ноября 1998 года входил в состав правления Федерального фонда исследований диктатуры СЕПГ.
У Герда Поппе двое детей от первого брака, дочь Грит Поппе (род. 1964) стала писательницей. в 1979—1997 годах Поппе состоял во втором браке с Ульрикой Поппе, также активисткой правозащитного движения. Во втором браке также родилось двое детей.
Умер 29 марта 2025 года в возрасте 84 лет.